# KING (Kanaria의 노래)
〈KING〉은 일본의 보컬로이드 프로듀서(보카로P)인 Kanaria가 작사, 작곡한 노래이다. 2020년 8월 1일에 먼저 발매되었으며, 2020년 8월 2일에 유튜브와 니코니코 동화를 통해 공개되었다. 보컬 음성은 보컬로이드인 메구포이드 구미의 보컬을 사용하였다. 일러스트는 노우가 맡았다. 또한, 빌보드 재팬 톱 유저 생성 송에서 33주 동안 1위 유지로 2021년 상반기와 연간에서 1위를 차지하였고, 2023년 연간에서는 니코니코 보컬로이드 송 톱 20에서 14위를 차지, 그리고 빌보드 재팬 여러 부문에서 100위권에 들기도 하였다.

## 배경
2020년 8월 1일에 스트리밍 서비스로 발매되었으며, 뮤직 비디오는 2020년 8월 2일에 공개되었다.

## 반응

### 니코니코 동화
니코니코 동화에 업로드된 뮤직 비디오는 2020년 8월 9일, 일주일 만에 10만 재생수를 기록하여 VOCALOID 전당입성에 달성하여 Kanaria는 10만 기념 일러스트를 SNS에 게시하였다. 이로부터 약 2개월 후인 2020년 10월 10일에는 100만 재생수를 기록하여 VOCALOID 전설입성에 달성하였다.

### 유튜브
유튜브에 업로드된 뮤직 비디오는 2020년 8월 21일, 19일 만에 조회수 100만 회를 돌파하였으며, 약 4개월 후인 2020년 12월 30일에는 조회수 1,000만 회를 돌파하였고, 2022년 1월 29일에는 조회수 5,000만 회를 돌파하였다.

## 차트 기록

### 주간 차트
| 차트                                       | 최고 순위 |
| ------------------------------------------ | --------- |
| 톱 유저 생성 송 (빌보드 재팬)              | 1         |
| 니코니코 보컬로이드 송 톱 20 (빌보드 재팬) | 3         |
| 히트시커 송 (빌보드 재팬)                  | 9         |
| 핫 100 (빌보드 재팬)                       | 42        |
| 다운로드 송 (빌보드 재팬)                  | 76        |

### 반년 차트
| 차트                          | 순위 |
| ----------------------------- | ---- |
| 톱 유저 생성 송 (빌보드 재팬) | 1    |

### 연간 차트
| 차트                          | 순위 |
| ----------------------------- | ---- |
| 톱 유저 생성 송 (빌보드 재팬) | 1    |

| 차트                                       | 순위 |
| ------------------------------------------ | ---- |
| 니코니코 보컬로이드 송 톱 20 (빌보드 재팬) | 14   |

## 발매
| 지역    | 날짜           | 형식                   |
| ------- | -------------- | ---------------------- |
| 전 세계 | 2020년 8월 1일 | 음악 다운로드 스트리밍 |